# Kelly Hendriks
Kelly Hendriks (Neerpelt, 22 juli 1981) is een Belgische architecte en stedenbouwkundige.

## Biografie
Kelly Hendriks is gehuwd en heeft 2 kinderen. Ze woont met hen in een rijhuis uit de jaren ‘30 in Brussel. Ze renoveerde dit samen met haar bureau B-ILD. B-ILD, Brussels, Belgium (2009-heden).

## Studies en loopbaan
Kelly Hendriks is afkomstig uit Noord-Limburg, maar woont en werkt vandaag in Brussel. Ze volgde opleidingen Architectuur aan Sint-Lucas, Ghent, Belgium (1999-2004), Stedenbouw aan Metropolis, UPC, Barcelona, Spain (2005-2006), Architectuur aan Tokyo University Japan (2004) en Kyushu University, Fukuoka, Japan (2003), Architectuur en planning aan de Technische Universiteit, Eindhoven, Nederland (2002). Ze werkte in verschillende architectenbureaus, zoals 51N4E, Brussel, België (2006-december 2009), OMA, New York, USA (juni 2009-augustus 2009) en Christian Kieckens Architects, Brussels, Belgium (januari 2005-december 2006).
Eén van Kelly Henriks' inspiratiebronnen is haar voormalige werkgever Christian Kieckens.

## Architectenbureau B-ild
B-ILD is in 2009 gesticht. B-ILD staat voor beeld (in het Duits) en bouwen in het Engels. Hun grootste activiteit ligt in publieke opdrachten. In 2019 won dit bureau de Jo Crepain prijs voor beste belofte architectenbureau. Het bureau kwam ook onder de aandacht omwille van hun zorg voor een goede werkomgeving voor architecten.

## Wedstrijden en onderscheidingen[10]
- 2020 2022 European Union Prize for Contemporary Architecture - Mies van der Rohe Award - Nominated with Warot Building, Nominee
- 2020 Wedstrijd 'CANO centrum Pieter Simenon' in Lommel, Eerste Prijs
- 2020 Wedstrijd lagere school gebouw in Oetingen, Eerste Prijs
- 2019 Wedstrijd voor dans en vechtsport in Kortemark, Eerste Prijs
- 2019 Jo Crepain Prijs 2019 in de categorie 'Beloftevol Architectuurbureau', Eerste Prijs
- 2018 Wedstrijd voor een nieuw gebouw voor bijzondere jeugdzorg Huize Levenslust in Tienen, Eerste Prijs
- 2018 Wedstrijd WinVorm procedure voor de transformatie van de Halve Maan site in Ostend, Eerste Prijs
- 2017 Wedstrijd scenografie Internationale Architectuur Biennale Rotterdam 2018-2020, Eerste prijs
- 2017 Wedstrijd voor multifunctioneel gebouw Warot in Herent, Eerste Prijs
- 2016 Wedstrijd nieuw schoolgebouw Ukkel, Eerste Prijs
- 2015 Wedstrijd ontwerp en realisatie skatepark in Blankenberge in samenwerking met Constructo, Eerste Prijs
- 2015 Wedstrijd WinVorm procedure conversie oud schoolgebouw in een Buitenschoolse opvang, Kortemark, Eerste Prijs
- 2015 Wedstrijd voor nieuw schoolgebouw Dagpauwoog in Koningshooikt, Eerste Prijs
- 2014 Gesloten wedstrijd om bunker in een vakantiehuis om te vormen, Eerste Prijs
- 2013 Wedstrijd Open Oproep Vlaamse Bouwmeester voor nieuwe lagere school for bijzonder onderwijs PSBO De Sterretjes in Tienen, Eerste Prijs
- 2013 Gesloten Wedstrijd voor de scenografie Arts fair Art Brussels, Eerste Prijs
- 2011 Commerce Design Award Brussels for the shop Le Fabuleux Marcel de Bruxelles, Eerste Prijs
- 2007 Godecharleprijs – prijs voor jonge en beloftevolle architecten, eerste prijs

## Oeuvre en tentoonstellingen[10]
- PIETER SIMENON HOUSE, bijzondere jeugdzorg te Lommel, 2021
- H HOUSE, Eengezinswoning te Hechtel Eksel, 2011
- LEVENSLUST HOUSE, huis voor 12 kinderen te Linter, 2020
- Tentoonstelling 'Foutloos' organised by Architectenhuiskamer Hasselt, Belgium, 2019
- PSBO BUILDING, School te Tienen, 2017
- Tentoonstelling  'IMAGES ET IMAGINAIRES d’une jeune architecture' La Cambre Brussel, Belgium, 2012
- Tentoonstelling ‘La Journée de l’Architecture’ Nancy, France, 2011
- Tentoonstelling ‘Wild Wild West – Junge Architekten aus Belgien’ by AIT Hamburg - Munich - Cologne, Germany, 2011